# Takács Kálmán
Takács Kálmán (Pozsony, 1909. szeptember 13. – Budapest, 1958. november 6.) magyar vasesztergályos, italmérő.
Az 1956-os forradalomban való részvétele miatt, 1958. november 6-án, Budapest városában kivégezték.